# Mont du pubis
Pour l’article homonyme, voir pubis.
« Mont de Vénus » redirige ici. Pour le concept de chiromancie, voir Chiromancie#Les différentes monts et leur signification.

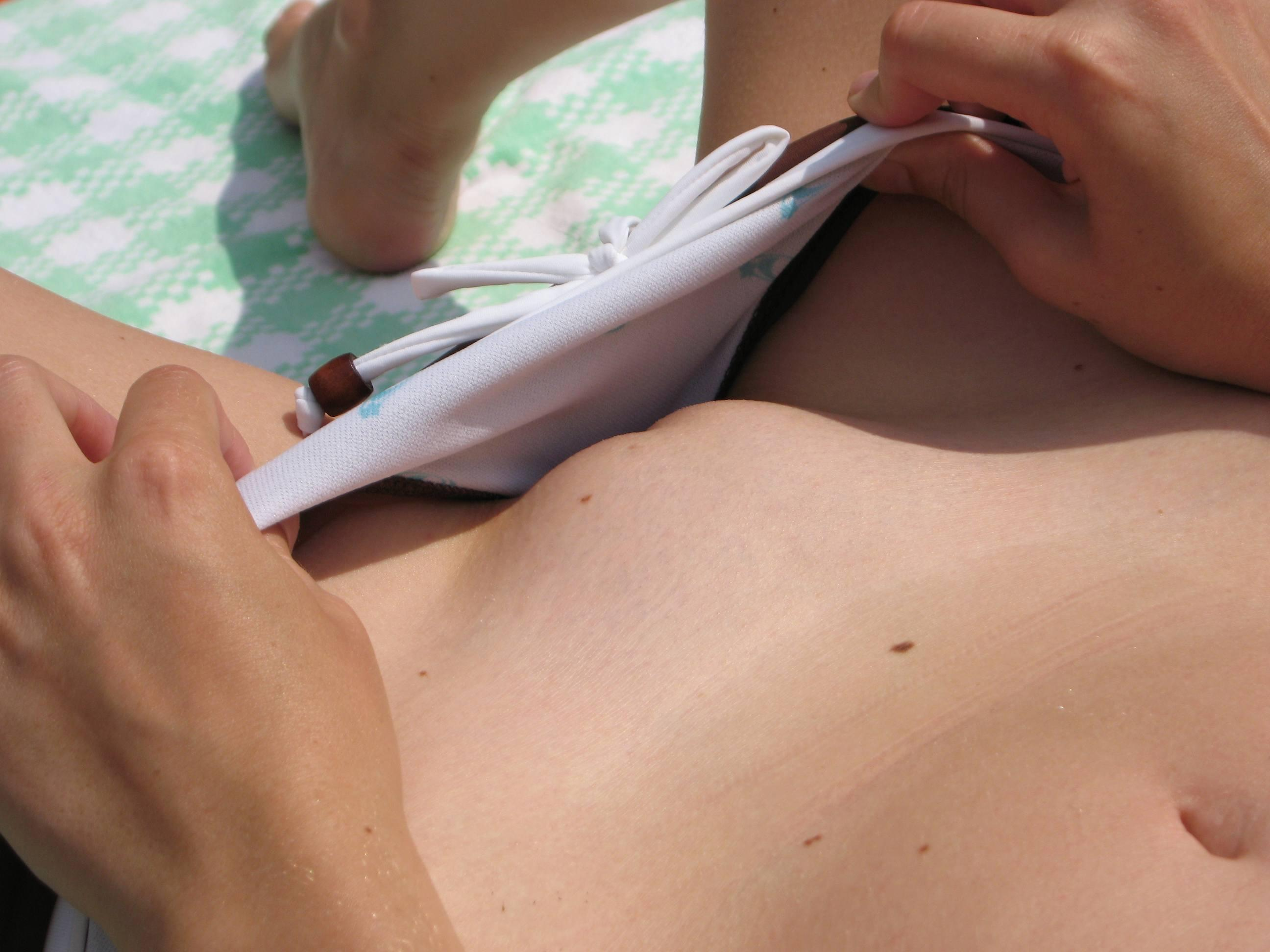
Mont du pubis

Le mont du pubis, ou mont de Vénus, est en anatomie humaine la zone de la peau située en avant de la symphyse pubienne et de l'os pubien adjacent. Il comporte un amas de tissu adipeux et des poils s’y développent à partir de la puberté.

## Définition
C'est une surface triangulaire du bas-ventre contenant un amas cellulo-graisseux également appelé monticule prépubien, ou mons veneris en latin traduit en « mont de Vénus », nommé aussi « pénil ».
Dans le langage courant cette zone est appelée pubis par extension.

## Culture

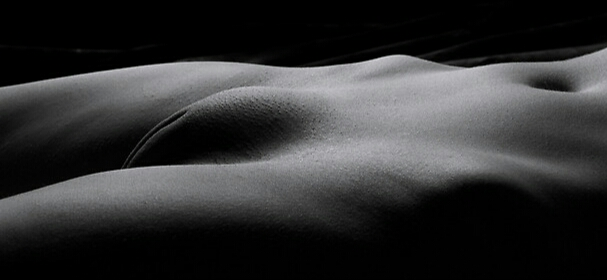
Mont de Vénus

Le titre primitif de l'opéra Tannhäuser de Richard Wagner était Der Venusberg, en français Le Mont de Vénus (allusion au royaume de la déesse de l'amour situé dans une montagne : le « Venusberg »). Avant la première représentation, le compositeur, sous l'impulsion de ses amis qui redoutaient qu'un tel titre déchaînât les « quolibets les plus obscènes », le retira, lui préférant le nom de son héros.
Georges Brassens dans la chanson Les Trompettes de la renommée écrit aux vers 68/69 : « Qui est-c’ qui veut m’ laisser faire, in naturalibus, un p’tit peu d’alpinism’ sur son mont de Vénus »